# The Machine (film)
The Machine is een Britse sciencefictionfilm uit 2013 onder regie van Caradog W. James, die ook het verhaal schreef. De productie won onder meer de Raindance Award van de British Independent Film Awards en zowel de prijs voor beste film, beste kostuums als die voor beste oorspronkelijke muziek van de Welshe BAFTA Awards.

## Verhaal

### Proloog
Groot-Brittannië en China bevinden zich in een nieuwe Koude Oorlog. Hun onderlinge wapenwedloop is deze keer niet gericht op kernwapens, maar op wie de meest krachtige machines kan ontwikkelen.

### Hoofdlijn
Vincent McCarthy is een genie op het gebied van technologische ontwikkeling. Hij werkt voor het Britse Ministerie van Defensie in een geheime basis. Daar ontwikkelt hij implantaten om zwaargewonde militairen verloren lichaamsfuncties terug te geven. Dit varieert van bovenmenselijk sterke armprotheses tot hersenimplantaten die zicht, spraak en andere cognitieve functies herstellen en verbeteren. Het ministerie houdt een aantal doodverklaarde militairen gevangen in een ruimte genaamd Sector 6. Op hen worden de nieuwe ontwikkelingen getest. Dit is zowel voor de proefpersonen als voor de wetenschappers gevaarlijk, omdat het altijd afwachten is hoe goed uitvindingen werken. Daarnaast kunnen er bijwerkingen optreden. Een aantal andere, eerder gecreëerde cyborgs doet dienst als bewaking binnen de basis. Zij hebben een eigen taal ontwikkeld waarmee ze onderling communiceren en die alleen zij begrijpen.
Nadat testpersoon Paul Dawson McCarthy's collega vermoordt, neemt hij de veelbelovende Ava aan als nieuwe partner. Samen met haar wil hij zijn project vervolmaken om een zelfbewuste, zelflerende cyborg te creëren. Hoewel McCarthy zijn onderzoek officieel voor het ministerie doet, wil hij een dergelijk implantaat eigenlijk ontwikkelen om daarmee zijn dochtertje Mary te helpen. Zij lijdt aan het syndroom van Rett. Wanneer McCarthy Ava in vertrouwen neemt over zijn geheime agenda, biedt zij hem haar hulp hierbij aan. Zodoende uploadt hij Ava's hersenactiviteiten, uiterlijkheden en gezichtsuitdrukkingen naar zijn computer.
Tijdens een experiment fluistert testpersoon James Ava toe dat ze onderzoek moet doen naar Sector 6. Informatie hierover staat op beveiligde software, maar door de computer van het ministerie te hacken, komt Ava hier toch bij. Vervolgens gaat ze binnen het centrum op zoek naar de voor haar verboden locatie. Projectbaas Thomson komt hierachter en laat Ava vermoorden. Hij zet hiervoor een man met een Aziatisch uiterlijk in, zodat hij de Chinezen de schuld van haar dood kan geven en de ware toedracht verborgen kan houden voor McCarthy.
McCarthy krijgt Thomson zover dat hij de geüploade informatie over Ava mag gebruiken voor de creatie van een nieuwe cyborg, genaamd Machine. Hij raakt er langzaam maar zeker van overtuigd dat hij er hiermee in is geslaagd om een zelfbewuste, levende machine te creëren. Ze vertoont emoties als spijt, verdriet, verlangen en vreugde en voert geen orders uit die tegen haar geweten in gaan. Ook voelt ze een steeds innigere band met McCarthy. Thomson bezoekt Machine wanneer ze alleen is en haalt haar over om een bestand te installeren dat zich in haar brein bevindt. Hierdoor kent ze van het ene op het andere moment talloze talen en gevechtstechnieken. Daarbij is ze vrijwel niet te vernietigen, wat haar de ultieme krijger maakt. Wanneer Thomson haar opdraagt een man te vermoorden, weigert ze alleen. Ze wil geen onnodige moord plegen.
McCarthy besluit dat hij ver genoeg is om zijn dochter te helpen. Wanneer hij haar bezoekt in het ziekenhuis, scant hij haar hersenactiviteiten in. Hij komt er alleen niet aan toe om haar te helpen. Voor hij iets kan doen, krijgt Mary een infectie. Ze overlijdt tijdens een operatie die was bedoeld om haar leven te redden.
Thomson is niet blij met de staat waarin Machine zich bevindt. Hij wil machines die blindelings bevelen opvolgen. Daarnaast vindt hij het grote zelflerende vermogen van Machine gevaarlijk. Hij voorziet dat ze binnen afzienbare tijd leert om zichzelf te reproduceren en er zodiende een soort ontstaat die de dominante positie van de mensheid op het wereldtoneel zal overnemen. Thomson eist daarom dat McCarthy Machines ziel verwijdert. Die weigert in eerste instantie, maar Thomson dreigt de geüploade scans van Mary te vernietigen als hij niet gehoorzaamt.
McCarthy opereert Machine en verwijdert een chip uit haar hoofd. Thomson draagt Machine vervolgens op om McCarthy te liquideren, omdat die te veel van het project weet. McCarthy heeft Thomson op zijn beurt ook ertussen genomen. De chip die hij uit Machines hoofd haalde, bevatte niet haar ziel, maar alleen een GPS-functie. Haar bewustzijn, gevoelens en geweten zijn nog intact. Ze maakt contact met de andere cyborgs en helpt zowel hen als de gevangen testpersonen te ontsnappen uit het onderzoekscentrum. Wanneer Machine de gevluchte Thomson aantreft, voert ze met haar blote handen een lobotomie op hem uit. Hierdoor blijft hij catatonisch, maar levend achter. Nadat ze de scans van Mary download, ontsnapt ze met McCarthy, cyborg Suri en verschillende testpersonen uit het centrum. Wanneer ze buiten de moeder van Paul Dawson aantreffen, geeft McCarthy haar een USB-stick met informatie over het ware lot van haar zoon.

### Epiloog
McCarthy bevindt zich samen met Machine op een heuvel. Zijn dochter neemt door middel van een tablet contact met hem op. McCarthy heeft haar weer tot leven gebracht met dezelfde techniek waarmee hij Ava terugbracht als Machine. Mary beschouwt haar nu als moeder. Machine kijkt voor het eerst in haar bestaan naar een zonsondergang.

## Rolverdeling
- Caity Lotz - Ava / The Machine
- Toby Stephens - Vincent McCarthy
- Denis Lawson - Thomson
- Sam Hazeldine - James
- Pooneh Hajimohammadi - Suri
- Siwan Morris - Lucy
- Lee Nicholas Harris - Harris
- Ben McGregor - Ben
- Sule Rimi - Dr. Giwa-Amu
- Helen Griffin - Mrs. Dawson
- Jade Croot - Mary
- John-Paul Macleod - Paul Dawson